# 영월 문곡리 건열구조 및 스트로마톨라이트
영월 문곡리 건열구조 및 스트로마톨라이트는 대한민국 강원특별자치도 영월군 북면 문곡리에 있는 고생대 조선 누층군 영흥층에 발달한 강원고생대국가지질공원의 지질유산으로, 천연기념물 제413호로 지정되어 있다.

## 개요
영월군 문곡리의 연덕천 주변에는 고생대 초기에 형성된 퇴적암류인 조선 누층군 영월층군 영흥층 지층으로 구성된 절벽이 있다. 이 절벽에는 스트로마톨라이트와 건열 구조가 잘 발달되어 있어 퇴적 당시의 환경을 잘 보여 주고 있다. 스트로마톨라이트는 일반적으로 수온이 따뜻하고 햇빛이 잘 드는 적도 주변의 얕은 바다에서 만들어지는 화석으로, 이로부터 이들 스트로마톨라이트가 현재의 위치가 아닌 고생대 적도의 바다에서 형성된 후 이곳까지 이동해 왔다는 것을 지시한다. 건열 구조는 퇴적물이 대기에 노출되어 물이 증발하여 마르면서 갈라지기 때문에 만들어지는 퇴적 구조이다. 이것은 문곡리의 퇴적 지층이 형성된 곳이 매우 얕은 바다의 조간대 환경임을 말하고 있다.
영월 문곡리 건열구조 및 스트로마톨라이트는 강원고생대국가지질공원의 지질유산으로 정해져 있어 아래 사진과 같이 국도 제31호선 도로변에 표지판이 설치되어 있으며 현장에는 주차공간과 나무데크길이 조성되어 있다.
영월 문곡리 건열구조 및 스트로마톨라이트 사진
- 노두 우측
- 노두 중앙
- 노두 좌측
- 국도 제31호선 도로변 안내판

## 논란
충남대학교 지질환경과학과의 이정현 교수는 2020년 연구를 통해 "영월 문곡리 건열구조 및 스트로마톨라이트"는 생물 기원의 증거가 전혀 없고, 스트로마톨라이트에서 특징적으로 나타나는 위로 볼록한 엽층리 구조를 보이지 않아 스트로마톨라이트라는 명칭을 부여하는 데 문제가 있다고 지적하였다. 횡단면에서 아래쪽은 평평하고 위쪽은 불룩한 일반적인 스트로마톨라이트와는 달리 이 구조는 층리면 상부뿐만 아니라 하부 또한 올록볼록한 형태를 보인다. 비록 돌로마이트화 작용에 의해 대부분의 일차퇴적구조는 지워졌으나, 박편 및 슬랩 관찰 결과 이 구조 내부에 침식면 및 상향 세립화 구조가 존재한다는 것을 확인하였다. 이러한 연구 결과는 문곡리 스트로마톨라이트가 생물 기원이 아니라는 것을 지시하며, 물리적인 퇴적 작용에 의해 이 구조가 생성되었을 가능성을 시사한다.

## 같이 보기
- 영월군의 지질
- 영월인편상구조대
- 스트로마톨라이트
- 경산 대구 가톨릭대학교 스트로마톨라이트
- 조선 누층군 영흥층